# Tschulym (Stadt)
Tschulym (russisch Чулым) ist eine Stadt in der Oblast Nowosibirsk (Russland) mit 11.568 Einwohnern (Stand 14. Oktober 2010).

## Geographie
Die Stadt liegt im südöstlichen Teil des Westsibirischen Tieflandes, etwa 130 km westlich der Oblasthauptstadt Nowosibirsk, am in den abflusslosen Tschanysee mündenden Fluss Tschulym, welcher dem Ort den Namen gab. Das Klima ist kontinental.
Die Stadt Tschulym ist Verwaltungszentrum des gleichnamigen Rajons.

## Geschichte
Tschulym entstand 1762 als Siedlung Tschulymskoje (Чулымское) bei der Einrichtung des Sibirischen Traktes. 1937 wurde der Status einer Siedlung städtischen Typs verliehen und 1947 erhielt der Ort unter dem heutigen Namen Stadtrecht.

### Bevölkerungsentwicklung
| Jahr | Einwohner |
| ---- | --------- |
| 1939 | 12.272    |
| 1959 | 18.161    |
| 1970 | 14.268    |
| 1979 | 13.045    |
| 1989 | 13.703    |
| 2002 | 12.275    |
| 2010 | 11.568    |

Anmerkung: Volkszählungsdaten